# 施莱格尔 (图林根州)
施莱格尔（德語：Schlegel，發音：[ˈʃleːɡl̩] ⓘ）是德国图林根州萨勒-奥拉县曾经的一个市镇，面积12.29平方千米，2017年12月31日人口为299人。2019年1月1日，施莱格尔与另外6个市镇合并为新市镇伦施泰格地区罗森塔尔。